# Interstate 88 (West)
Die Interstate 88 ist ein Teil des Interstate Highway Systems der USA. Die Autobahn führt vom Gebiet der Quad Cities am Mississippi zur Metropolregion Chicago. Als Abzweigung von der Interstate 80 durchquert sie dabei den Norden von Illinois und stellt dabei eine Alternativroute zur weiter südlich parallel verlaufenden I-80 dar.

## Geschichte
Als in den 1980er Jahren das bundesweit geltende Tempolimit von 55 mph (88 km/h) erstmals gelockert wurde, waren die Bundesstaaten nur berechtigt, für Interstate Highways das Tempolimit auf 65 mph zu erhöhen. Da die Illinois State Route 88 als Autobahn in Form einer Mautstraße ausgebaut war, musste diese, um von der höheren Geschwindigkeitsregelung erfasst zu werden, neu als Interstate Highway ausgewiesen werden.